# Яхрома
Я́хрома (рос. Яхрома) — місто у складі Дмитровського міського округу Московської області, Росія.

## Історія

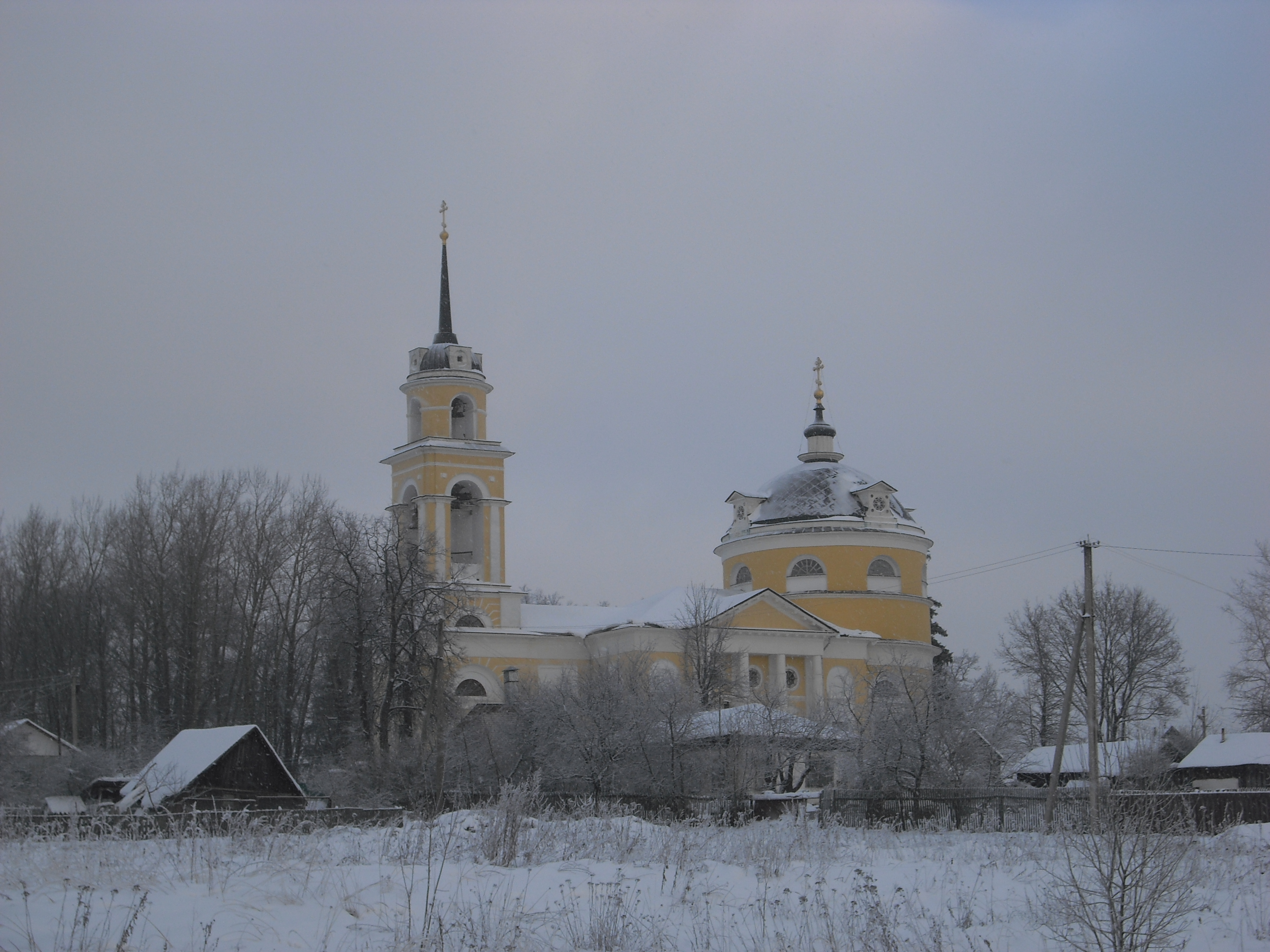
Покровська церква в селі Андрієвське неподалік від Яхроми.

Назва перекладається з мерянської мови як «озерна річка».
Яхрома виникла в 1841 р. як селище при сукняній фабриці — Покровської мануфактури на річці Яхромі.
В 1901 р. поруч із селищем відкрита залізнична станція Яхрома, після чого селище отримало таку ж назву. Статус міста має з 1940.
В ніч з 27 на 28 листопада 1941 Яхрома зайнята німецькими військами, 7 грудня звільнена Червоною армією.

## Населення
Населення — 13214 осіб (2010; 13361 у 2002).

## Господарство
АТ «Яхромський автобусний завод», «Яхромський текстиль», АТ «Яхрома-Лада».
Центр гірськолижного спорту в Московській області. На околицях міста розташовані території спортивно-розважальних парків «Яхрома» і «Волен», поблизу міста — парки «Степаново» і «Сорочани».

## Цікаві об'єкти

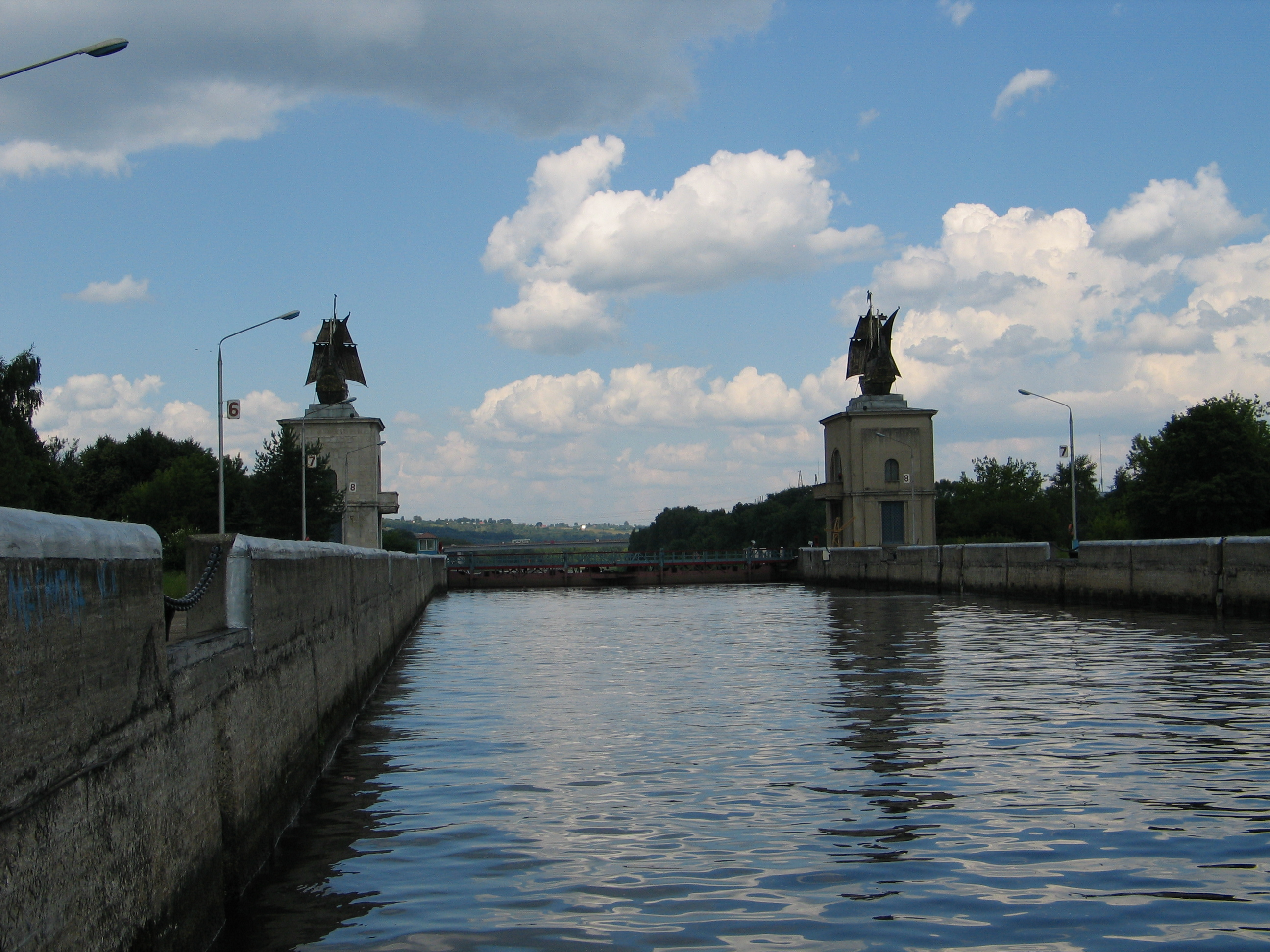
Шлюз № 3 на Каналі імені Москви в Яхромі

- Троїцька церква в центрі міста збудована за проєктом С. К. Родіонова в 1892—1895 на засоби фабриканта І. А. Ляміна. В 1908 за проєктом архітектора С. Б. Залесского поруч збудована четириярусна дзвіниця. Обидві будівлі за художніми формами близкі до епохи класицизму.
- Вознесенська церква була збудована в селі С. С. Апраксіна Перемилово за проєктом Франческо Кампорезі в 1792.
- Пам'ятник радянському воїну на Перемилівській висоті, відкритий в грудні 1966).
- Шлюз № 3 на каналі імені Москви.